# 竹野村 (兵庫県)
竹野村（たけのむら）は、兵庫県城崎郡にあった村。
三椒村・中竹野村・奥竹野村と合併し、新たに竹野村となったため廃止された。

## 地理
- 海洋：日本海
  - 竹野浜
- 岬：猫崎
- 河川：竹野川

## 歴史
- 1889年（明治22年）4月1日 - 町村制の施行により、美含郡竹野村・切浜村・浜須井村・奥須井村・宇日村・田久日村の区域をもって竹野村が発足。
- 1896年（明治29年）4月1日 - 所属郡が城崎郡に変更。
- 1955年（昭和30年）3月3日 - 三椒村・中竹野村・奥竹野村と合併し、改めて竹野村が発足。同日（旧）竹野村廃止。

## 交通

### 鉄道路線
- 日本国有鉄道の山陰本線が村域を通っていたが、駅は設置されておらず、中竹野村と当村との境界付近に所在する竹野駅（所在地は中竹野村）が実質的な村の玄関口となっていた。